# Limeil-Brévannes
Limeil-Brévannes é uma comuna francesa, localizada no sudeste do departamento de Vale do Marne, na região da Ilha de França.
Seus habitantes são chamados de Brévannais.

## Transportes
A cidade está ligada por linhas de ônibus para a estação de Boissy-Saint-Léger do RER A, às estações de Créteil-Pompadour e de Villeneuve-Saint-Georges do RER D e a estação de metrô Pointe du Lac para a linha 8 do Metrô parisiense.
A cidade também é conectada ao sul do departamento e à cidade de Brie-Comte-Robert, em Seine-et-Marne, e à estação de Sucy-en-Brie do RER A.

### O Câble A (projeto)
O Câble A, é um projeto de transporte urbano por cabo, atualmente em estudo. 
O Câble A permitirá ligar o alto da cidade de Limeil-Bévannes no nível do estádio Paul Vaillant-Couturrier ao terminal da linha 8 do Metrô de Paris Pointe du Lac através de uma estação intermediária ao nível do futuro bairro verde da cidade. Uma extensão para o bairro do Bois Matar em Villeneuve-Saint-Georges tem sido proposta em dezembro de 2010.

## Toponímia
Antigamente atestada: Limolium, Limuel, Brevane.
Limeil do gaulês lemo (olmo) e o sufixo -ialo (aldeia), e corresponderia à "aldeia do olmo". É o burgo principal localizado no alto. 
Brévannes está escrita Beuvrannes em 1370 e seria formada do radical gaulês bebros (castor) se tornando brévo por metátese e do sufixo céltico -onne (curso de água, riacho) e corresponderia ao "riacho do castor". Esta antiga aldeia está localizado na planície, anteriormente pantanosa. 

## História
Uma necrópole e uma estrada galo-romana, encontradas durante as escavações em 1860, são as testemunhas do período antigo.
Limeil-Brévannes é o resultado da fusão da aldeia de Brévannes (na parte de baixo da cidade) e Limeil (no planalto) entre 1790-1794.
Em 1942, um acampamento de jovens "Maréchal Pétain" dirigido por Robert Hersant e Jean-Marie Balestre é instalado em Limeil-Brévannes.
Até a criação do departamento do Vale do Marne, em janeiro de 1968, Limeil-Brévannes foi uma comuna do departamento de Sena e Oise.

## Cultura e patrimônio

### Personalidades ligadas à comuna
- Fortuné Henry, poeta e jornalista, membro do conselho da Comuna de Paris de 1871, enterrado em Brévannes em 1882
- Émile Henry, filho do anterior, ativista anarquista, autor do atentado do hotel Terminus, guilhotinado em 1894 ; viveu com sua mãe em Brévannes a partir de 1882
- Jean-Charles Fortuné Henry, ativista anarquista, irmão do precedente, nascido em Brévannes em 1869